# Medium Logistic Vehicle Wheeled
Medium Logistic Vehicle Wheeled (MLVW) – kanadyjska ciężarówka wojskowa. Używana przez Kanadyjskie Siły Zbrojne od roku 1982. Oparta konstrukcyjnie na amerykańskiej ciężarówce M35.
Ciężarówka MLVW jest konstrukcją opartą na amerykańskiej ciężarówce M35 z lat 50. Pojazdy te wykorzystywane są w Kanadyjskich Siłach Zbrojnych do transportu żołnierzy, ładunków i holowania dział.
Ogółem Bombardier wyprodukował ponad 2700 ciężarówek MLVW. Część pojazdów wyposażono w wyciągarki.